# Golf von Tonkin
Der Golf von Tonkin (auch Tonking, Tongking oder Bucht von Bắc Bộ; Vietnamesisch: Vịnh Bắc Bộ; Chinesisch: Běibù Wān 北部湾, Beibu Gulf) ist ein Ausläufer des Südchinesischen Meeres.
Der Name ist abgeleitet von der vietnamesischen Landschaft Tonkin.
Die Insel Hainan und die Halbinsel Leizhou (gehört zu Guangdong) trennen den Golf nach Osten vom Meer ab, nach Norden wird er vom Autonomen Gebiet Guangxi begrenzt (alle zur Volksrepublik China gehörig), westlich liegt Vietnam. Nach Süden öffnet er sich zum Südchinesischen Meer. Zwischen Leizhou und Hainan liegt die Straße von Qiongzhou.
Der Golf ist etwa 90.000 km² groß. Das Wasser ist relativ flach, die größte Tiefe liegt bei 68 m. Der Rote Fluss mündet in den Golf. Hải Phòng in Vietnam, Beihai (Peihai) auf dem chinesischen Festland und Haikou auf Hainan (an der Straße von Qiongzhou) sind die wichtigsten Häfen.
Historisch bedeutend ist der Tonkin-Zwischenfall, in dessen Folge die USA offiziell in den Vietnamkrieg eintraten.
Eine der bekanntesten Sehenswürdigkeiten des Golfs stellt die Halong-Bucht dar.